# Смоляницкий, Соломон Владимирович
Соломон Владимирович Смоляницкий (22 ноября 1921, Смоленск — 1999) — русский писатель.
Окончил МГУ им. М.В. Ломоносова (1950). Участник Великой Отечественной войны, награждён медалями. Прошёл весь путь от западной границы до Берлина. Начал войну в артиллерии, после ранения попал в авиатехническую  школу, затем был авиамехаником и воздушным стрелком в 658-м Штурмовом авиационном полку (впоследствии, с 1944 - Шестой Польский штурмовой авиаполк). После войны окончил филологический факультет МГУ. Преподавал литературу в школе, многие годы работал в "Литературной газете", выступал в периодической печати как критик и очеркист. Будучи корреспондентом "Литературной газеты" по Западной Сибири, в 1957 году дебютировал как прозаик книгой рассказов и очерков "Встречи в пути". Наибольшую известность получили роман "Какая на земле погода" и повесть "Майские ветры" (по повести снят фильм). Член Союза писателей СССР (1970) и Союза писателей Москвы.

## Произведения

### Проза
- Встречи в пути: (Очерки и зарисовки). Новосибирск, 1957
- Здравствуй, Сибирь: (По земле Сибирской). М., 1960
- Добрые спутники. М., 1961 (Коммунизм и человек); Слушай жизнь! М., 1961
- Насовсем. М., 1962
- Торопись с ответом: Повести и рассказы. М., 1971 (Короткие повести и рассказы)
- На земле отцов: Очерки творчества Г.Маркова. М., 1973
- Георгий Марков. Новосибирск, 1976 (Литературные портреты)
- Майские ветры: Повести и рассказы. М., 1976 (Новинки «Современника»)
- Полдень; Дорога; Память. М., 1977[4]
- На земле отцов. М., 1978
- Весенняя быль. М., 1981 (Писатель и время)
- Дойти до горизонта: Повести, рассказы, очерки. М., 1981
- Какая на земле погода…: Роман. М., 1983 (Современный городской роман)
- Три века Яна Амоса Коменского / С. В. Смоляницкий. Москва : Детская литература, 1987.
- Избранное. М., 1988
- Старое письмо. М., 1995
- В ожидании чуда. Тель-Авив, 1996

### Драматургия
- С обратной стороны луны: Пьесы. М., 1982
- Утро после дождя.
- Один день до весны.
- Голоса.

## Награды
Участник ВОВ (призван в 1939 г.). Воинское звание — капитан.
- орден Отечественной войны I степени
- Медаль «За отвагу»
- Медаль «За взятие Берлина»,
- Медаль «За освобождение Варшавы»,
- Медаль «За победу над Германией в Великой Отечественной войне 1941—1945 гг.»[5]
- другие советские и польские медали.